# آب‌انبار حوض رحیم
آب‌انبار حوض رحیم مربوط به دوره قاجار است و در بافق، ابتدای خیابان مهدیه واقع شده و این اثر در تاریخ ۱۸ اسفند ۱۳۸۷ با شمارهٔ ثبت ۲۵۰۸۵ به‌عنوان یکی از آثار ملی ایران به ثبت رسیده است.